# Pissy
Pissy település Franciaországban, Somme megyében. Lakosainak száma 290 fő (2022. január 1.). Pissy Bovelles, Clairy-Saulchoix, Fluy, Guignemicourt, Revelles és Seux községekkel határos.

## Népesség
A település népességének változása:
| Lakosok száma | 284  | 279  | 281  | 287  | 292  | 291  | 289  | 290  |
|               | 2013 | 2015 | 2017 | 2018 | 2019 | 2020 | 2021 | 2022 |